# Xabea furcata
Xabea furcata är en insektsart som beskrevs av Lucien Chopard 1927. Xabea furcata ingår i släktet Xabea och familjen syrsor. Inga underarter finns listade i Catalogue of Life.